# Leonard Nimoy
Leonard Simon Nimoy (Boston (Massachusetts), 26 maart 1931 – Bel Air (Californië), 27 februari 2015) was een Joods-Amerikaanse acteur, filmregisseur, dichter en fotograaf. Hij was het bekendst door zijn rol als (Mr.) Spock in de televisie- en filmserie Star Trek.

## Biografie

### Theater en Star Trektijdperk
Nimoy studeerde toneel aan de universiteit van Boston, fotografie aan de Universiteit van Californië en behaalde een bul in onderwijs aan Antioch College. Hij stond vaak in het theater en was gastster in een groot aantal televisieseries. Een van zijn tamelijk bekende rollen was die van Tevye, de melkman, in de Jiddische musical Fiddler on the Roof. Verder speelde hij in toneelstukken en musicals als Twelfth Night, Oliver! en My Fair Lady. 
Zijn beroemdste rol is echter die van de half-Vulcan Spock in de eerste serie van Star Trek (Star Trek: The Original Series) tussen 1966 en 1969. Hij kreeg drie Emmyonderscheidingen voor deze rol. Hij leende zijn stem vervolgens voor Spock in Star Trek: The Animated Series, en speelde mee in twee afleveringen van Star Trek: The Next Generation en in zes Star Trekfilms met de bezetting van de originele serie.
Nadat de originele Star Trekserie was gestopt, speelde Nimoy een spion met de naam Paris in de populaire televisieserie Mission: Impossible tussen 1969 en 1971. Aan het eind van de jaren zeventig was hij de presentator van een televisieserie met de naam In search of... (Op zoek naar...), waarin paranormale gebeurtenissen werden onderzocht. Ook was Nimoy als moordenaar te zien in een aflevering van Columbo.
Nadat hij een aantal afleveringen van de televisieserie Star Trek had geregisseerd, stapte hij over op de film en regisseerde hij de derde van de Star Trekfilms (Star Trek III: The Search for Spock). Hierna regisseerde hij ook Star Trek IV: The Voyage Home (1986) en daarna stapte hij uit het Star Trekuniversum met de hitkomedie Three men and a baby in 1987.
In 2009 keerde hij terug in de film Star Trek: The future begins, waarin hij als de oude Spock (Spock Prime), afkomstig uit de toekomst, de jonge James T. Kirk vertelt hoe hij met de jonge Spock moet omgaan om het lot te kunnen keren. Ook in Star Trek: Into Darkness (2013) speelt hij Spock Prime.

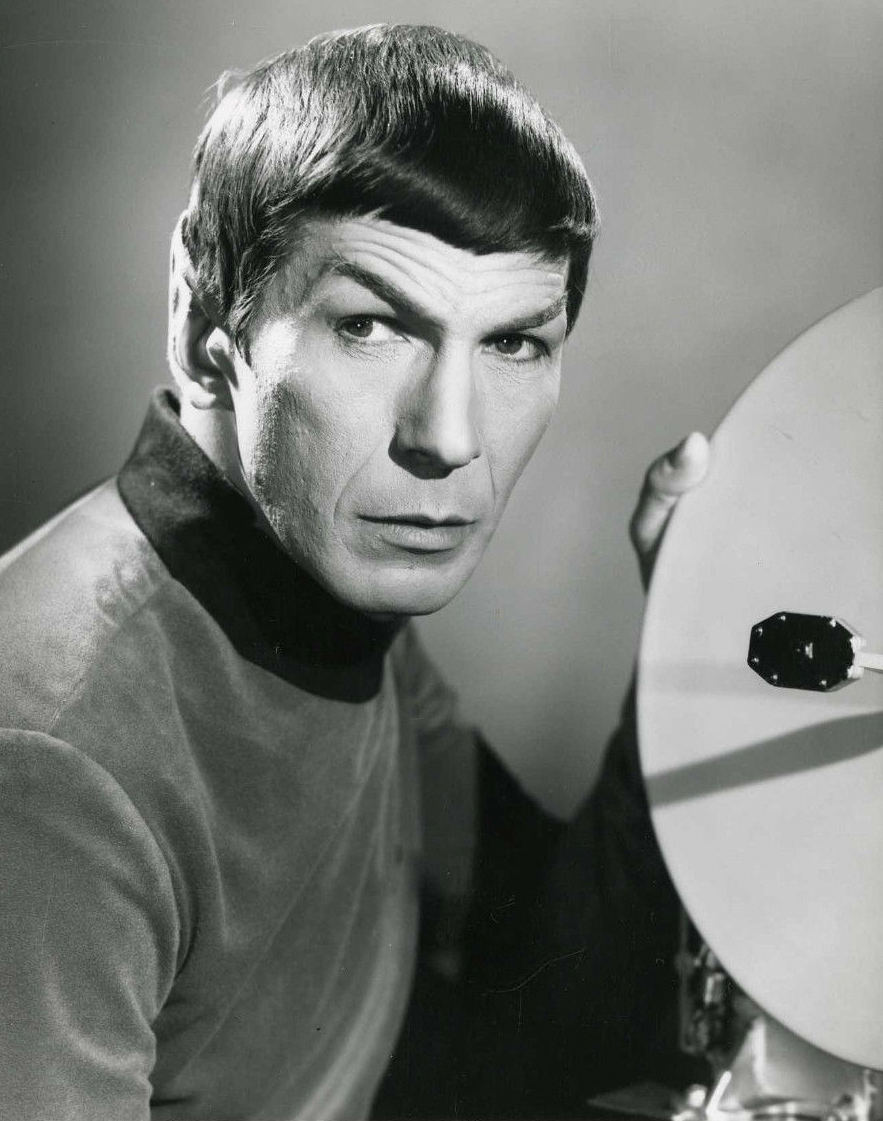
Leonard Nimoy als Spock tijdens Star Trek in 1967.

### Autobiografieën, poëzie en muziek
Nimoy schreef twee autobiografieën, de eerste met de titel I am not Spock (Ik ben Spock niet) uit 1977. De titel van dit boek was controversieel, omdat veel fans foutief aannamen dat Nimoy zich van het personage Spock wilde distantiëren. Nimoy zei later dat het zijn bedoeling was geweest het publiek nogmaals te laten weten dat Spock en Nimoy niet dezelfde persoon waren. Zijn tweede autobiografie verscheen onder de titel I am Spock (Ik ben Spock) in 1995. Met deze titel wilde hij aangeven dat hij zich na al die tijd had gerealiseerd dat zijn jaren als Spock op het scherm tot een veel grotere vereenzelviging van het personage en de echte persoon had geleid dan hij had aangenomen. Nimoy had veel toe te voegen aan Spocks karakter en hoe Spock zou handelen in bepaalde situaties. Zijn overpeinzingen hierover zorgden ervoor dat hij over bepaalde zaken ging nadenken op een manier zoals hij dat zonder deze rol niet zou hebben gedaan. In deze autobiografie maakte hij kenbaar dat hij nu echt Spock was, en Spock hem, terwijl hij tegelijkertijd ook afstand hield tussen feit en fictie.
Nimoy schreef ook verschillende gedichtenbundels; sommige werden uitgegeven met zijn foto's. Zijn recentste bundel werd uitgegeven in mei 2002 en heet A lifetime of love: Poems on the passages of Life.
Tijdens en na zijn Star Trekjaren bracht hij ook enkele muziekalbums uit met daarop aan Star Trek-gerelateerde liedjes en coverversies van populaire muziek.

### Latere jaren
Nimoy was ook actief in de Joodse gemeenschap. In 1997 was hij de voice-over in de documentaire A Life Apart: Hasidism in America, over de verschillende sekten van de chassidische orthodoxe joden. In oktober 2002 publiceerde hij Shekinah, een fotografische studie van vrouwen die beoogde het vrouwelijke aspect van Gods aanwezigheid weer te geven. Hij was hierbij geïnspireerd door de kabbalah (esoterische Joodse mystiek).
Nimoy kroop opnieuw in de huid van Spock in de film Star Trek, die in 2009 werd uitgebracht.
Op 26 mei 2011 verscheen de officiële alternatieve videoclip van 'The lazy song' van Bruno Mars, waarin Nimoy de hoofdrol speelde.
In 2014 onthulde Nimoy dat hij aan COPD leed; de ziekte zou zijn veroorzaakt doordat hij vroeger decennialang had gerookt. Op 23 februari 2015 werd de 83-jarige Nimoy met spoed naar een ziekenhuis gebracht in Los Angeles en op 27 februari werd bekendgemaakt dat hij in zijn huis in Bel Air was overleden. Hij liet een vrouw en twee kinderen na en werd begraven aan de Hillside Memorial Park Cemetery in Culver City.

## Wetenswaardigheden
- Nimoy bedacht de Vulcaanse nekgreep (Vulcan Neck Pinch), een greep die tegenstanders bewusteloos maakte.
- Hij bedacht ook het Vulcaanse saluut bestaande uit een geheven hand, palm naar voren met de vingers gescheiden tussen de middel- en de ringvinger. Hij gaf aan dat hij hierdoor is geïnspireerd door de zegening van  de kohaniem tijdens een dienst in een synagoge, waarbij beide handen worden opgeheven met de duimen naar elkaar toe om de Hebreeuwse letter sjin aan te geven.[5] Nimoy bedacht ook de bijgaande groet Live long, and prosper (leef lang en vaar wel).[3]
- In 2000 kreeg Nimoy een eredoctoraat aan Antioch College en in 2012 een eredoctoraat aan Boston University.[2]
- In 2012 sprak Nimoy voor de 20ste aflevering van seizoen 5 van The Big Bang Theory de stem van het actiefiguurtje Mr. Spock in.
- In de weken na zijn dood werd een online naamsverkiezing voor ULA's nieuwe raket gehouden. Star Trek fans opperden massaal de naam Vulcan. Deze werd toegevoegd aan de keuzemogelijkheden en won. De naam van ULA's Vulcan is dus een eerbetoon aan Nimoy.
- In de film Star Trek: Beyond (2016) wordt gemeld dat Ambassadeur Spock is overleden, waarmee aan het overlijden van Nimoy wordt gerefereerd.
- De wortels van Nimoy liggen in Oekraïne, zijn ouders kwamen uit het plaatsje Izjaslav.[6]